# Lesieniec (góra)
Lesieniec (dawniej niem. Schneer-Berg, po 1945 r. również Lisieniec) – góra ze szczytem na wysokości 868 m n.p.m. znajdująca się w Masywie Śnieżnika w Sudetach, na terenie Śnieżnickiego Parku Krajobrazowego.

## Geografia, geologia i przyroda
Lesieniec jest słabo zaznaczonym szczytem w rozłogu Śnieżnika w kierunku Iglicznej. Wyrasta między tym szczytem a kotą 888, gdzie przechodzi Droga Albrechta. Zbudowana jest z gnejsów śnieżnickich, należących do metamorfiku Lądka i Śnieżnika. W większej części porasta ją świerkowy las regla dolnego. Opada dość stromymi zboczami w kierunku północnym do doliny rzeki Szklarzynki, a ku południowi do doliny Bogoryi w Miedzygórzu. Na południowym stoku znajduje się obszerna Polana Śnieżna z resztkami przysiółka Czarna Góra. Rośnie tu masowo dziewięćsił bezłodygowy.

## Turystyka
Przez Lesieniec przechodzą dwa szlaki turystyczne:
- z Międzygórza przez Igliczną, na Czarną Górę,
- z Miedzygórza na Przełęcz Puchaczówkę.